# Lista de comunidades da Baixa Áustria: MZ
O estado da Baixa Áustria possui um total de 573 comunidades independentes, estando listados abaixo as comunidades que iniciam com a letra M até Z.

## M
| - Mailberg - Maissau - Eggendorf am Walde - Grübern - Gumping - Kleinburgstall - Limberg - Oberdürnbach - Reikersdorf - Unterdürnbach - Wilhelmsdorf - Mank - Großaigen - Kälberhart - Loitsdorf - Strannersdorf - Wolkersdorf - Mannersdorf am Leithagebirge - Mannsdorf an der Donau - Mannsdorf - Marbach an der Donau - Auratsberg - Granz - Krumnußbaum - Marbach - Marchegg - Breitensee - Maria Laach am Jauerling - Benking - Felbring - Friedersdorf - Gießhübl - Haslarn - Hinterkogl - Hof - Kuffarn - Litzendorf - Loitzendorf - Mitterndorf - Nonnersdorf - Oberndorf - Schlaubing - Thalham - Weinberg - Wiesmannsreith - Zeißing - Zintring - Maria Taferl - Obererla - Oberthalheim - Reitern - Untererla - Unterthalheim - Wimm - Maria-Anzbach - Getzwiesen - Großraßberg - Maria Anzbach - Unteroberndorf | - Maria Enzersdorf - Maria-Lanzendorf - Maria Lanzendorf - Markersdorf-Haindorf - Haindorf - Knetzersdorf - Mannersdorf - Markersdorf - Mitterau - Mitterndorf - Nenndorf - Poppendorf - Winkel - Wultendorf - Markgrafneusiedl - Markt Piesting - Dreistetten - Piesting - Martinsberg - Edlesberg - Kleingerungs - Kleinpertholz - Loitzenreith - Mitterndorf - Oed - Reitzendorf - Thumling - Walpersdorf - Weixelberg - Wiehalm - Matzendorf-Hölles - Hölles - Matzendorf - Matzen-Raggendorf - Kleinharras - Matzen - Raggendorf - Mauerbach - Mautern an der Donau - Baumgarten - Mautern - Mauternbach - Meiseldorf - Kattau - Kleinmeiseldorf - Maigen - Stockern - Melk - Großpriel - Kollapriel - Pielach - Pielachberg - Pöverding - Rosenfeld - Schrattenbruck - Spielberg - Winden | - Michelbach - Mayerhöfen - Michelbach Dorf - Michelbach Markt - Michelhausen - Atzelsdorf - Michelndorf - Mitterndorf - Pixendorf - Rust - Spital - Streithofen - Miesenbach - Mistelbach - Ebendorf - Eibesthal - Frättingsdorf - Hörersdorf - Hüttendorf - Kettlasbrunn - Lanzendorf - Paasdorf - Siebenhirten - Mitterbach am Erlaufsee - Josefsrotte - Mitterbachseerotte - Mitterndorf an der Fischa - Mitterndorf - Mödling - Mönichkirchen - Moorbad Harbach - Harbach - Hirschenwies - Lauterbach - Wultschau - Moosbrunn - Muckendorf-Wipfing - Muckendorf - Wipfing - Muggendorf - Mühldorf - Amstall - Elsarn am Jauerling - Niederranna - Oberranna - Oetz - Oetzbach - Povat - Trandorf - Münchendorf - Münichreith-Laimbach - Bachones - Edelsreith - Gmaining - Kehrbach - Kollnitz - Laimbach - Mayerhofen - Münichreith - Pargatstetten - Rappoltenreith |

## N
| - Nappersdorf-Kammersdorf - Dürnleis - Haslach - Kammersdorf - Kleinsierndorf - Kleinweikersdorf - Nappersdorf - Natschbach-Loipersbach - Lindgrub - Loipersbach - Natschbach - Neidling - Afing - Dietersberg - Enikelberg - Flinsbach - Gabersdorf - Goldegg - Griechenberg - Pultendorf - Watzelsdorf - Wernersdorf - Neudorf bei Staatz - Hausleitnerwald - Kirchstetten - Neudorf - Zlabern | - Neuhofen an der Ybbs - Amesleithen - Kornberg - Perbersdorf - Scherbling - Schindau - Toberstetten - Neulengbach - Almersberg - Emmersdorf - Großweinberg - Haag - Inprugg - Markersdorf - Ollersbach - Pettenau - Raipoltenbach - St. Christophen - Tausendblum - Umsee - Unterwolfsbach - Wolfersdorf - Neumarkt an der Ybbs - Kemmelbach - Neumarkt - Neunkirchen - Mollram - Peisching - Neusiedl an der Zaya - St. Ulrich | - Neustadtl an der Donau - Berghof - Freienstein - Hößgang - Kleinwolfstein - Nabegg - Neustadtl - Schaltberg - Windpassing - Neustift-Innermanzing - Niederhollabrunn - Bruderndorf - Haselbach - Niederfellabrunn - Streitdorf - Niederleis - Helfens - Kleinsitzendorf - Nodendorf - Nöchling - Artneramt - Mitterndorf - Nußdorf ob der Traisen - Franzhausen - Neusiedl - Nußdorf an der Traisen - Reichersdorf - Ried - Theyern |

## O
| - Ober-Grafendorf - Badendorf - Baumgarten bei Grafendorf - Ebersdorf - Fridau - Gasten - Gattmannsdorf - Gröben - Grub bei Obergrafendorf - Kotting - Kunning - Neustift bei Gasten - Obergrafendorf - Reitzing - Rennersdorf - Ritzersdorf - Wantendorf - Willersdorf bei Wantendorf - Oberndorf an der Melk - Gries - Hub - Lehen bei Oberndorf - Schachau - Waasen | - Obersiebenbrunn - Oberwaltersdorf - Obritzberg-Rust - Diendorf - Doppel - Eitzendorf - Flinsdorf - Fugging - Greiling - Großrust - Grünz - Hain - Heinigstetten - Kleinrust - Landhausen - Obermerking - Obritzberg - Pfaffing - Schweinern - Untermerking - Winzing - Zagging | - Oed-Oehling - Oed Markt - Öhling - Opponitz - Ofenberg - Schwarzenbach - Thann - Orth an der Donau - Ottenschlag - Bernreith - Endlas - Jungschlag - Neuhof - Ottenthal - Guttenbrunn - Otterthal |

## P
| - Palterndorf-Dobermannsdorf - Dobermannsdorf - Palterndorf - Parbasdorf - Paudorf - Eggendorf - Höbenbach - Hörfarth - Krustetten - Meidling - Tiefenfucha - Payerbach - Kreuzberg - Küb - Pettenbach - Schmidsdorf - Perchtoldsdorf - Pernegg - Etzelsreith - Lehndorf - Ludweishofen - Nödersdorf - Posselsdorf - Raisdorf - Staningersdorf - Pernersdorf - Peigarten - Pfaffendorf - Ragelsdorf - Pernitz - Feichtenbach - Persenbeug-Gottsdorf - Gottsdorf - Hagsdorf - Persenbeug - Petronell-Carnuntum - Petronell - Petzenkirchen - Pfaffenschlag bei Waidhofen a.d.Thaya - Arnolz - Artolz - Eisenreichs - Großeberharts - Kleingöpfritz - Pfaffenschlag - Rohrbach - Schwarzenberg - Pfaffstätten - Pillichsdorf - Reuhof - Pitten - Inzenhof - Leiding - Sautern - Pöchlarn - Brunn - Ornding - Rampersdorf - Röhrapoint - Wörth | - Pöggstall - Arndorf - Aschelberg - Bergern bei Pöggstall - Bruck am Ostrong - Dietsam - Gerersdorf - Krempersbach - Krumling - Laas - Landstetten - Loibersdorf - Muckendorf - Mürfelndorf - Neukirchen - Oberbierbaum - Oberhohenau - Öd - Pömmerstall - Prinzelndorf - Straßreith - Unterhohenau - Wachtberg - Weinling - Weißpyhra - Würnsdorf - Zöbring - Pölla - Altpölla - Brugg - Dobra - Döllersheim - Eichhorns - Felsenberg - Franzen - Heinreichs - Kienberg - Kleinenzersdorf - Kleinmotten - Kleinraabs - Krug - Loibenreith - Mestreichs - Neupölla - Niederplöttbach - Nondorf - Ramsau - Reichhalms - Riegers - Schmerbach - Schwarzenreith - Söllitz - Strones - Thaures - Waldreichs - Wegscheid - Wetzlas - Pottendorf - Landegg - Siegersdorf - Wampersdorf - Pottenstein - Fahrafeld | - Poysdorf - Altruppersdorf - Erdberg - Föllim - Höbertsgrub - Ketzelsdorf - Kleinhadersdorf - Passauerhof - Poysbrunn - Walterskirchen - Wetzelsdorf - Wilhelmsdorf - Prellenkirchen - Deutsch Haslau - Schönabrunn - Wangheim - Pressbaum - Au am Kraking - Pfalzau - Preßbaum - Rekawinkel - Prigglitz - Prinzersdorf - Uttendorf - Prottes - Puchberg am Schneeberg - Rohrbachgraben - Stolzenwörth - Puchenstuben - Pulkau - Großreipersdorf - Leodagger - Passendorf - Rafing - Rohrendorf - Purgstall an der Erlauf - Feichsen - Hochrieß - Petzelsdorf - Purgstall - Rogatsboden - Schauboden - Sölling - Söllingerwald - Zehnbach - Purkersdorf - Pyhra - Adeldorf - Atzling - Auern - Blindorf - Brunn - Ebersreith - Egelsee - Fahra - Getzersdorf - Heuberg - Hinterholz - Hummelberg bei Pyhra - Loitzenberg - Nützling - Obergrub - Obertiefenbach - Perersdorf - Probstwald - Reichenhag - Reichgrüben - Schauching - Schnabling - Wald - Weinzettl - Wieden bei Pyhra - Zell - Zuleithen |

## R
| - Raabs an der Thaya - Alberndorf - Eibenstein - Großau - Koggendorf - Kollmitzdörfl - Liebnitz - Lindau - Luden - Modsiedl - Mostbach - Neuriegers - Nondorf - Ober- und Unterreith - Oberndorf bei Raabs - Oberndorf bei Weikertschlag - Oberpfaffendorf - Pommersdorf - Primmersdorf - Rabesreith - Rossa - Schaditz - Speisendorf - Süssenbach - Trabersdorf - Unterpertholz - Unterpfaffendorf - Weikertschlag - Wetzles - Wilhelmshof - Zabernreith - Zemmendorf - Ziernreith - Raach am Hochgebirge - Raach - Sonnleiten - Wartenstein - Raasdorf - Pysdorf - Rabensburg - Rabenstein an der Pielach - Rabenstein - Ramsau - Fahrabach - Gaupmannsgraben - Haraseck - Kieneck - Oberhöhe - Oberried - Schneidbach - Unterried - Randegg - Franzenreith - Hochkoglberg - Perwarth - Puchberg bei Randegg - Steinholz | - Rappottenstein - Dietharts - Gretschen - Großgundholz - Grünbach - Hausbach - Höhendorf - Kirchbach - Kleinnondorf - Lembach - Neustift - Oberrabenthan - Pehendorf - Pfaffendorf - Reichenbach - Riebeis - Ritterkamp - Roiten - Selbitz - Rastenfeld - Marbach im Felde - Mottingeramt - Niedergrünbach - Peygarten - Rastenberg - Sperkenthal - Zierings - Rauchenwarth - Ravelsbach - Baierdorf - Gaindorf - Minichhofen - Oberravelsbach - Parisdorf - Pfaffstetten - Raxendorf - Afterbach - Braunegg - Eibetsberg bei Raxendorf - Feistritz - Klebing - Lauffenegg - Lehsdorf - Mannersdorf bei Heiligenblut - Moos - Neudorf - Neusiedl am Feldstein - Neusiedl bei Pfaffenhof - Ottenberg - Pfaffenhof - Pölla - Robans - Steinbach - Troibetsberg - Walkersdorf - Zehentegg - Zeining - Zogelsdorf - Reichenau an der Rax - Grünsting - Hirschwang - Hirschwanger Forst - Klein- und Großau - Prein - Reichenau - Reingers - Grametten - Hirschenschlag - Illmanns - Leopoldsdorf | - Reinsberg - Buchberg - Kerschenberg - Robitzboden - Reisenberg - Retz - Hofern - Kleinhöflein - Kleinriedenthal - Obernalb - Retz Altstadt - Retz Stadt - Unternalb - Retzbach - Mitterretzbach - Oberretzbach - Unterretzbach - Ringelsdorf-Niederabsdorf - Niederabsdorf - Ringelsdorf - Rohr im Gebirge - Rohrau - Gerhaus - Hollern - Pachfurth - Rohrbach an der Gölsen - Bernreit - Durlaß - Oberrohrbach - Prünst - Unterrohrbach - Rohrendorf bei Krems - Neustift an der Donau - Oberrohrendorf - Unterrohrendorf - Röhrenbach - Feinfeld - Germanns - Gobelsdorf - Greillenstein - Neubau - Tautendorf bei Röhrenbach - Winkl - Röschitz - Kleinjetzelsdorf - Kleinreinprechtsdorf - Roggendorf - Rosenburg-Mold - Mold - Mörtersdorf - Rosenburg - Stallegg - Zaingrub - Rossatz-Arnsdorf - Mitterarnsdorf - Oberarnsdorf - Rossatz - Rührsdorf - Ruprechtshofen - Grabenegg - Ockert - Rainberg - Riegers - Zwerbach - Rußbach - Niederrußbach - Oberrußbach - Stranzendorf |

## S
| - Sallingberg - Armschlag - Großnondorf - Heubach - Kamles - Kleinhaslau - Lugendorf - Moniholz - Rabenhof - Spielleithen - Voitschlag - Scharndorf - Regelsbrunn - Wildungsmauer - Scheibbs - Brandstatt - Fürteben - Ginning - Neustift bei Scheibbs - Scheibbsbach - St. Peter in der Au - Hohenreith - Kirnberg - St. Johann in Engstetten - St. Michael am Bruckbach - St. Peter in der Au Dorf - St. Peter in der Au Markt - St. Pölten - Altmannsdorf - Dörfl bei Ochsenburg - Eggendorf - Ganzendorf - Hafing - Harland - Hart - Kreisberg - Matzersdorf - Mühlgang - Nadelbach - Oberradlberg - Oberwagram - Oberzwischenbrunn - Ochsenburg - Pengersdorf - Pottenbrunn - Pummersdorf - Ragelsdorf - Ratzersdorf an der Traisen - Reitzersdorf - Schwadorf - Spratzern - St. Georgen am Steinfelde - Stattersdorf - Steinfeld - Teufelhof - Unterradlberg - Unterwagram - Unterzwischenbrunn - Viehofen - Völtendorf - Waitzendorf - Wasserburg - Weitern - Wetzersdorf - Windpassing - Witzendorf - Wolfenberg - Wörth - Zwerndorf - Scheiblingkirchen-Thernberg - Gleißenfeld - Reitersberg - Scheiblingkirchen - Thernberg - Schollach - Anzendorf - Merkendorf - Roggendorf - Schallaburg - Schönau an der Triesting - Dornau - Schönbach - Aschen - Bernton - Dorfstadt - Lohn - Schönberg am Kamp - Altenhof - Buchberger Waldhütten - Fernitz - Freischling - Kriegenreith - Mollands - Neustift bei Schönberg - Oberplank - Plank am Kamp - Raan - Schönberg - Stiefern - Thürneustift - Schönbühel-Aggsbach - Aggsbach - Aggstein - Berging - Hub - Schönbühel an der Donau - Wolfstein - St. Valentin - Altenhofen - Endholz - Hofkirchen - Rems - Thurnstorf - St. Veit an der Gölsen - Außerwiesenbach - Innerwiesenbach - Kerschenbach - Kropfsdorf - Mayerhöfen - Obergegend - Pfenningbach - Rainfeld - Schwarzenbach - Steinwandleithen - Traisenort - Wiesenfeld - Wobach - Schönkirchen-Reyersdorf - Reyersdorf - Schönkirchen - Schottwien - Schrattenbach - Schrattenberg - Schrattenthal - Obermarkersdorf - Waitzendorf | - Schrems - Ehrenhöbarten - Gebharts - Kiensass - Kleedorf - Kottinghörmanns - Kurzschwarza - Langegg - Langschwarza - Neulangegg - Niederschrems - Neuniederschrems - Pürbach - Schwadorf - Schwarzau am Steinfeld - Guntrams - Schwarzau im Gebirge - Schwarzenau - Ganz - Großhaselbach - Hausbach - Limpfings - Modlitsch - Schlag - Stögersbach - Schwarzenbach - Schwechat - Kledering - Mannswörth - Rannersdorf - Schweiggers - Brunnhöf - Großreichenbach - Kleinwolfgers - Limbach - Mannshalm - Meinhartschlag - Perndorf - Reinbolden - Sallingstadt - Schwarzenbach - Siebenlinden - Streitbach - Unterwindhag - Vierlings - Walterschlag - Windhof - Seebenstein - Schiltern - Seefeld-Kadolz - Großkadolz - Seefeld - Schwarzenbach an der Pielach - Schwarzenbach - Seibersdorf - Deutsch Brodersdorf - Seitenstetten - Seitenstetten Dorf - Seitenstetten Markt - Semmering - Kurort Semmering - Senftenberg - Imbach - Meislingeramt - Priel - Reichaueramt - Senftenbergeramt - Sieghartskirchen - Abstetten - Dietersdorf - Einsiedl - Elsbach - Flachberg - Gerersdorf - Gollarn - Henzing - Kogl - Kraking - Kreuth - Kronstein - Oepping - Ollern - Penzing - Plankenberg - Ranzelsdorf - Rappoltenkirchen - Reichersberg - Ried am Riederberg - Röhrenbach - Wagendorf - Weinzierl bei Ollern - Sierndorf - Höbersdorf - Oberhautzental - Obermallebarn - Oberolberndorf - Senning - Unterhautzental - Untermallebarn - Unterparschenbrunn - Sigmundsherberg - Brugg - Kainreith - Missingdorf - Rodingersdorf - Röhrawiesen - Theras - Walkenstein - Sitzenberg-Reidling - Ahrenberg - Baumgarten bei Reidling - Eggendorf - Hasendorf - Reidling - Sitzenberg - Thallern - Sitzendorf an der Schmida - Braunsdorf - Frauendorf - Goggendorf - Kleinkirchberg - Niederschleinz - Pranhartsberg - Roseldorf - Sitzendorf - Sitzenhart - Sollenau - Sommerein - Sonntagberg - Böhlerwerk - Sooß - Spannberg - Spillern - Spitz - Gut am Steg - Schwallenbach - Vießling - St. Aegyd am Neuwalde - Gscheid - Herrschaftsgründe - Keeramt - Mitterbachamt - Unrecht Traisen - Weißenbachamt | - St. Andrä-Wördern - Altenberg - Greifenstein - Hadersfeld - Hintersdorf - Kirchbach - St. Andrä - Wördern - St. Anton an der Jeßnitz - Anger - Gärtenberg - Grafenmühl - Wohlfahrtsschlag - St. Bernhard-Frauenhofen - Frauenhofen - Großburgstall - Grünberg - Poigen - St. Bernhard - Strögen - St. Corona am Wechsel - St. Egyden am Steinfeld - Gerasdorf am Steinfelde - Neusiedl am Steinfelde - Saubersdorf - Urschendorf - St. Georgen am Reith - Hochau - Kogelsbach - Königsbergau - St. Georgen am Ybbsfelde - Hermannsdorf - Krahof - Leutzmannsdorf - Sankt Georgen an der Leys - Dachsberg - St. Leonhard am Forst - Aichbach - Grimmegg - Ritzengrub - St. Leonhard am Hornerwald - Obertautendorferamt - St. Leonhard am Hornerwalde - Untertautendorferamt - Wilhalm - Wolfshoferamt - St. Margarethen an der Sierning - Eigendorf - Feilendorf - Kainradsdorf - Kleinsierning - Linsberg - Margarethen - Oberhofen - Rammersdorf - Saudorf - Türnau - Unterradl - Wieden bei Margarethen - Wilhersdorf bei Margarethen - St. Martin - Harmannschlag - Langfeld - Sankt Martin-Karlsbach - Karlsbach - St. Martin - St. Oswald - Fünfling - Stiegeramt - St. Pantaleon-Erla - Erla - St. Pantaleon - Staatz - Ameis - Enzersdorf bei Staatz - Ernsdorf - Staatz-Kautendorf - Waltersdorf - Wultendorf - Statzendorf - Absdorf - Kuffern - Rottersdorf - Weidling - Steinakirchen am Forst - Außerochsenbach - Ernegg - Lonitzberg - Zehetgrub - Stetteldorf am Wagram - Eggendorf am Wagram - Inkersdorf - Starnwörth - Stetten - Stockerau - Oberzögersdorf - Unterzögersdorf (Gemeinde Stockerau) - Stössing - Bonnleiten - Buchbach - Dachsbach - Freiling - Hendelgraben - Hochgschaid - Hochstraß - Hof - Sonnleiten - Straning-Grafenberg - Etzmannsdorf bei Straning - Grafenberg - Straning - Wartberg - Straß im Straßertale - Diendorf am Walde - Elsarn - Oberholz - Straß - Wiedendorf - Strasshof an der Nordbahn - Straßerfeld - Stratzing - Strengberg - Au - Limbach - Oberramsau - Ottendorf - Thürnbuch - Stronsdorf - Oberschoderlee - Patzenthal - Patzmannsdorf - Stronegg - Unterschoderlee - Sulz im Weinviertel - Erdpreß - Nexing - Niedersulz - Obersulz |

## T
| - Tattendorf - Teesdorf - Ternitz - Dunkelstein - Flatz - Holzweg - Mahrersdorf - Pottschach - Putzmannsdorf - Raglitz - Rohrbach am Steinfelde - Sieding - St. Johann am Steinfelde - Texingtal - Fischbach - Plankenstein - Sonnleithen - St. Gotthard - Steingrub - Texing - Weißenbach - Thaya - Eggmanns - Großgerharts - Jarolden - Niederedlitz - Oberedlitz - Peigarten - Ranzles - Schirnes - Theresienfeld - Thomasberg - Sauerbüchl | - Traisen - Traiskirchen - Möllersdorf - Oeynhausen - Tribuswinkel - Wienersdorf - Traismauer - Frauendorf - Gemeinlebarn - Hilpersdorf - Oberndorf am Gebirge - St. Georgen bei Wagram - Stollhofen - Wagram an der Traisen - Waldletzberg - Trattenbach - Traunstein - Biberschlag - Dietmanns - Gürtlberg - Haselberg - Hummelberg Amt - Kaltenbach - Moderberg Amt - Pfaffings - Schönau Amt - Spielberg - Stein - Walterschlag | - Trautmannsdorf an der Leitha - Gallbrunn - Sarasdorf - Stixneusiedl - Trautmannsdorf - Trumau - Tulbing - Chorherrn - Katzelsdorf an der Zeil - Katzelsdorf im Dorf - Wilfersdorf - Tulln an der Donau - Frauenhofen - Langenlebarn-Oberaigen - Langenlebarn-Unteraigen - Mollersdorf - Neuaigen - Nitzing - Staasdorf - Trübensee - Tulln - Tullnerbach - Türnitz - Anthofrotte - Außerfahrafeld - Lehenrotte - Moosbachrotte - Pichelrotte - Rachsenbachrotte - Schildbachrotte - Steinbachrotte - Traisenbachrotte - Weidenaurotte |

## U
| - Ulrichskirchen-Schleinbach - Kronberg - Schleinbach - Ulrichskirchen | - Unserfrau-Altweitra - Altweitra - Heinreichs bei Weitra - Oberlembach - Pyhrabruck - Schagges - Ulrichs - Unserfrau | - Untersiebenbrunn - Neuhof - Unterstinkenbrunn |

## V
| - Velm-Götzendorf - Götzendorf - Velm - Viehdorf - Hainstetten - Seisenegg | - Vitis (Baixa Áustria) - Eschenau - Eulenbach - Grafenschlag - Großrupprechts - Heinreichs - Jaudling - Jetzles - Jetzleser Wald | - Vitis (Fortsetzung) - Kaltenbach - Kleingloms - Kleinschönau - Sparbach - Stoyes - Warnungs - Vösendorf |

## W
| - Waidhofen an der Thaya - Altwaidhofen - Altwaidhofen Großer Wald - Götzles - Hollenbach - Kleineberharts - Matzles - Puch - Pyhra - Schlagles - Seyfrieds Wald - Ulrichschlag - Vestenötting - Waidhofen an der Thaya-Land - Brunn bei Waidhofen - Buchbach - Edelprinz - Götzweis - Griesbach bei Waidhofen - Kainraths - Nonndorf - Sarning - Vestepoppen - Wiederfeld - Wohlfarts - Waidhofen an der Ybbs - Konradsheim - Kreilhof - Rien - St. Georgen in der Klaus - St. Leonhard am Walde - Windhag - Wirts - Zell Arzberg - Zell Markt - Waidmannsfeld - Neusiedl bei Pernitz - Waldegg - Dürnbach - Oberpiesting - Oed - Peisching - Wopfing - Waldenstein - Albrechts (Gemeinde Waldenstein) - Großhöbarten - Großneusiedl - Grünbach (Gemeinde Waldenstein) - Kleinruprechts - Zehenthöf - Waldhausen - Brand (Gemeinde Waldhausen) - Hirschenschlag (Gemeinde Waldhausen) - Königsbach (Gemeinde Waldhausen) - Loschberg - Niedernondorf - Niederwaltenreith - Obernondorf - Rappoltschlag - Werschenschlag - Wiesenreith - Waldkirchen an der Thaya - Fratres (Gemeinde Waldkirchen an der Thaya) - Gilgenberg (Gemeinde Waldkirchen an der Thaya) - Rappolz - Rudolz - Schönfeld (Gemeinde Waldkirchen) - Waldhers - Waldkirchen - Wallsee-Sindelburg - Igelschwang - Ried - Schweinberg - Wallsee - Walpersbach - Klingfurth - Schleinz - Wang - Pyhrafeld - Reidlingberg - Warth - Haßbach - Kirchau - Kulm - Steyersberg - Thann - Wartmannstetten - Diepolz - Hafning - Ramplach - Straßhof - Unterdanegg - Weiden an der March - Baumgarten an der March - Oberweiden - Zwerndorf - Weikendorf - Aspacherfeld - Dörfles - Stripfing - Tallesbrunn | - Weikersdorf am Steinfelde - Weikersdorf - Weinburg - Dietmannsdorf - Dürnerhof - Eck - Edlitz - Engelsdorf - Grub bei Weinburg - Klangen - Luberg - Mühlhofen - Oed bei Weinburg - Waasen - Weinzierl am Walde - Großheinrichschlag - Habruck - Himberg - Lobendorf - Maigen - Neusiedl bei Habruck - Nöhagen - Ostra - Reichau - Stixendorf - Wolfenreith bei Habruck - Weissenbach an der Triesting - Gadenweith - Neuhaus - Schwarzensee - Weißenbach an der Triesting - Weißenkirchen an der Perschling - Grunddorf - Gunnersdorf - Haselbach - Langmannersdorf - Murstetten - Obermoos - Perschling - Wieselbruck - Winkling - Weißenkirchen in der Wachau - Joching - St. Michael - Weißenkirchen - Wösendorf - Weistrach - Grub - Hartlmühl - Holzschachen - Rohrbach - Schwaig - Weiten - Eibetsberg bei Weiten - Eitenthal - Filsendorf - Jasenegg - Mollendorf - Mörenz - Nasting - Rafles - Seiterndorf - Streitwiesen - Tottendorf - Weiterndorf - Weitersfeld - Fronsburg - Heinrichsdorf - Nonnersdorf - Oberfladnitz - Oberhöflein - Obermixnitz - Prutzendorf - Rassingdorf - Sallapulka - Starrein - Untermixnitz - Weitra - Brühl - Großwolfgers - Oberwindhag - Reinprechts - Spital - St. Wolfgang - Sulz - Walterschlag - Wetzles - Wiener Neudorf - Wiener Neustadt - Wienerwald - Dornbach - Grub - Sittendorf - Stangau - Sulz im Wienerwald - Wieselburg - Wieselburg-Land - Gumprechtsfelden - Marbach - Mühling - Schadendorf - Wechling - Weinzierl | - Wiesmath - Wildendürnbach - Altprerau - Mitterhof - Neuruppersdorf - Pottenhofen - Wilfersdorf - Bullendorf - Ebersdorf an der Zaya - Hobersdorf - Wilhelmsburg - Altenburg - Göblasbruck - Handelberg - Kanzling - Kreisbach - Pömmern - Wegbach - Wielandsberg - Wolkersberg - Willendorf - Rothengrub - Zweierwald - Wimpassing im Schwarzatale - Wimpassing - Windigsteig - Edengans - Grünau - Kleinreichenbach - Kottschallings - Lichtenberg - Markl - Matzlesschlag - Meires - Rafings - Waldberg - Willings - Winklarn - Haag Dorf - Winzendorf-Muthmannsdorf - Emmerberg - Muthmannsdorf - Winzendorf - Wölbling - Ambach - Anzenhof - Hausheim - Landersdorf - Noppendorf - Oberwölbling - Ratzersdorf - Unterwölbling - Wolfpassing - Buch - Etzerstetten - Zarnsdorf - Wolfsbach - Bubendorf - Meilersdorf - Wolfsgraben - Wolfsthal - Wolkersdorf im Weinviertel - Münichsthal - Obersdorf - Pfösing - Riedenthal - Wolkersdorf - Wöllersdorf-Steinabrückl - Steinabrückl - Wöllersdorf - Wullersdorf - Aschendorf - Grund - Hart - Hetzmannsdorf - Immendorf - Kalladorf - Oberstinkenbrunn - Raffelhof - Roggendorf - Schalladorf - Würflach - Hettmannsdorf - Wolfsohl - Würmla - Anzing - Diendorf - Egelsee - Gotthartsberg - Grub bei Saladorf - Gumperding - Holzleiten - Jetzing - Mittermoos - Pöding - Saladorf - Untermoos - Waltendorf |

## Y
| - Ybbs an der Donau - Donaudorf - Göttsbach - Sarling - Säusenstein - Ybbs | - Ybbsitz - Haselgraben - Maisberg - Prochenberg - Prolling - Schwarzenberg - Schwarzois - Waldamt | - Yspertal - Altenmarkt - Isper - Kapelleramt - Wimberg (Gemeinde Yspertal) |

## Z
| - Zeillern - Zeiselmauer-Wolfpassing - Wolfpassing - Zeiselmauer - Zelking-Matzleinsdorf - Bergern-Maierhöfen - Frainingau - Mannersdorf bei Zelking - Matzleinsdorf - Zelking - Zellerndorf - Deinzendorf - Dietmannsdorf - Pillersdorf - Platt - Watzelsdorf - Ziersdorf - Dippersdorf - Fahndorf - Gettsdorf - Großmeiseldorf - Hollenstein - Kiblitz - Radlbrunn (Gemeinde Ziersdorf) - Rohrbach - Zillingdorf - Zistersdorf - Blumenthal - Eichhorn - Gaiselberg - Gösting - Großinzersdorf - Loidesthal - Maustrenk - Windisch Baumgarten - Zöbern | - Zwentendorf an der Donau - Bärndorf - Dürnrohr - Erpersdorf - Kaindorf - Kleinschönbichl - Maria Ponsee - Pischelsdorf - Preuwitz - Zwentendorf - Zwettl-Niederösterreich - Annatsberg - Bernhards - Böhmhöf - Bösenneunzehn - Edelhof - Eschabruck - Flachau - Friedersbach - Gerlas - Germanns - Gerotten - Gradnitz - Großglobnitz - Großhaslau - Gschwendt - Guttenbrunn - Hörmanns - Hörweix - Jagenbach - Jahrings - Kleehof - Kleinmeinharts - Kleinotten - Kleinschönau - Koblhof - Koppenzeil | - Zwettl (Fortsetzung) - Kühbach - Marbach am Walde - Mayerhöfen - Merzenstein - Mitterreith - Moidrams - Negers - Neusiedl - Niederglobnitz - Niederneustift - Niederstrahlbach - Oberhof - Oberndorf - Oberplöttbach - Oberstrahlbach - Ottenschlag - Pötzles - Purken - Ratschenhof - Rieggers - Ritzmannshof - Rosenau Dorf - Rosenau Schloß - Rottenbach - Rudmanns - Schickenhof - Syrafeld - Unterrabenthan - Unterrosenauerwaldhäuser - Uttissenbach - Waldhams - Wildings - Wolfsberg - Zwettl Stadt - Zwettl Stift - Zwölfaxing |